# Jonschwil
Jonschwil (toponimo tedesco) è un comune svizzero di 3 767 abitanti del Canton San Gallo, nel distretto di Wil.